# Cuphea
Cuphea (cufeia) é um género botânico pertencente à família Lythraceae.
Compõe-se de plantas com flores monoclamídias. Muitas espécies são cultivadas como ornamentais.
O gênero Cuphea apresenta cerca de 250 espécies que em sua maioria vivem em lugares úmidos, é de origem centro e sul-americana, com bastante representatividade no Brasil.

## Espécies
- Cuphea acinifolia St. Hil.
- Cuphea adenophylla T.B.Cavalc.
- Cuphea anagalloides St. Hil.
- Cuphea antisyphilitica HBK.
- Cuphea aperta Koehne
- Cuphea arenarioides A. St.-Hil.
- Cuphea aspera Chapman
- Cuphea bahiensis (Lourteig) T.B.Cavalc. & S.A.Graham
- Cuphea brachiata Mart.
- Cuphea campestris (Mart.) Koehne
- Cuphea carthagenensis (Jacq.) J.F. Macbr.: sete-sangrias
- Cuphea cipoensis T.B.Cavalc.
- Cuphea circaedoides Smith
- Cuphea cuiabensis Mart.
- Cuphea ericoides Cham. & Schlech.
- Cuphea flava Spreng
- Cuphea glauca Pohl
- Cuphea glutinosa Cham. & Schlecht.
- Cuphea gracilis Kunth: falsa-érica
- Cuphea hyssopifolia Kunth
- Cuphea ignea A.DC.: flor-de-santo-antônio
- Cuphea laricoides Koehne.
- Cuphea lindmaniana Bacig.
- Cuphea lingustrima Cham. & Schl.
- Cuphea lutescens Pohl ex Koehne
- Cuphea melvilla Lindl.: cigarrinha
- Cuphea mesostemon Koehne
- Cuphea micrantha HBK.
- Cuphea parsonia (Linnaeus) R. Br. Exstead
- Cuphea parsonsia (L.) R. Br. ex Steud.
- Cuphea pascuorum Mart.
- Cuphea patula St.-Hil.
- Cuphea procumbens Ortega
- Cuphea pulchra Moric.
- Cuphea punctulata Koehne
- Cuphea racemosa (L.f.) Spreng.
- Cuphea radula (St.-Hil.) Koehne
- Cuphea repens Koehne.
- Cuphea rubescens Koehne
- Cuphea rubrovirens T.B.Cavalc.
- Cuphea sessilifolia Mart.
- Cuphea spermacoce St.-Hil.
- Cuphea spicata Cav.
- Cuphea strigulosa HBK.
- Cuphea teleandra Lourteig
- Cuphea viscosissima Jacq.
- Cuphea viscossima Jacquin
- Cuphea wrightii Gray

1. ↑  «Cuphea — World Flora Online». www.worldfloraonline.org. Consultado em 19 de agosto de 2020